# Riksdagen 1932

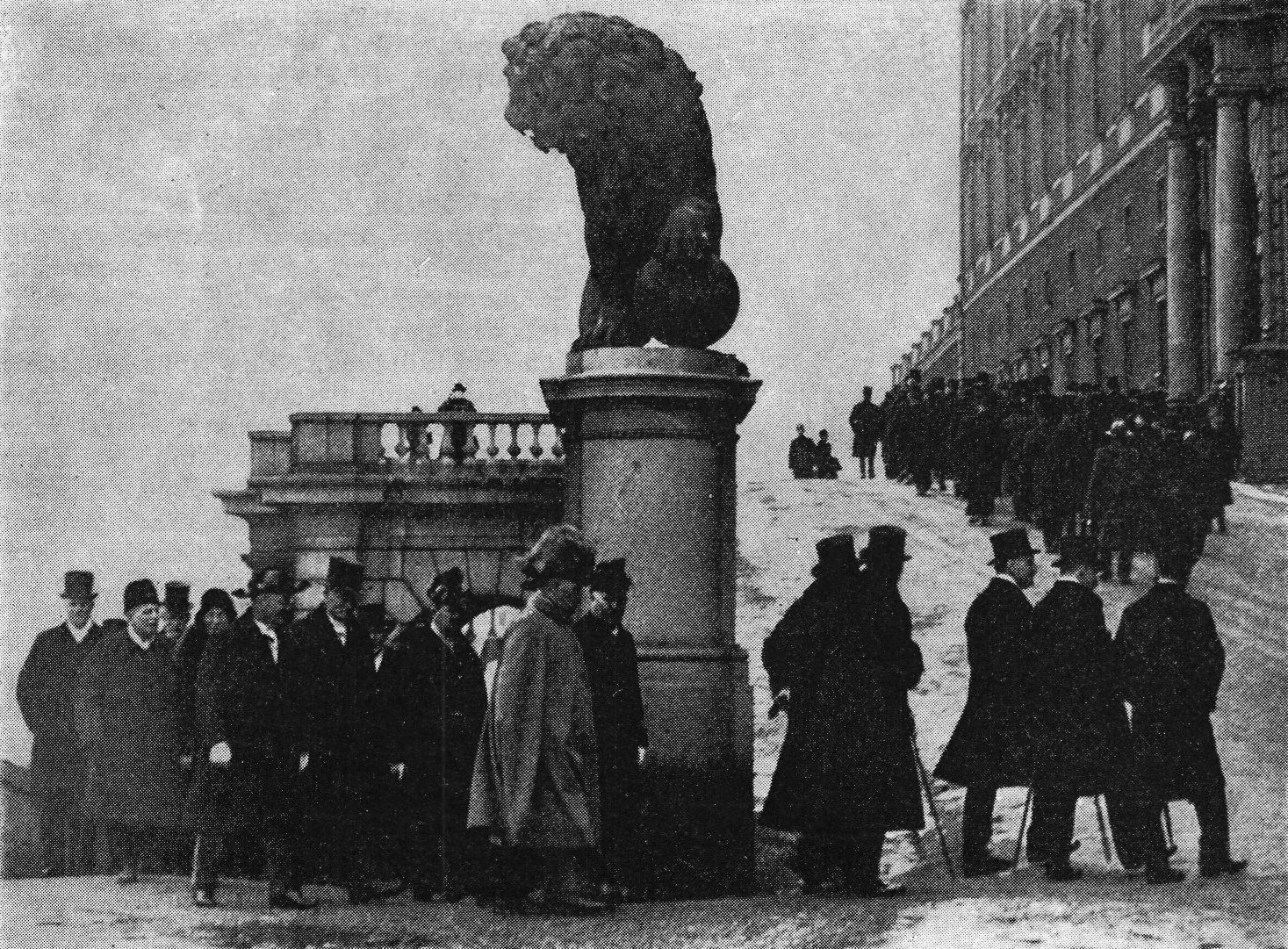
Riksdagsmännen på väg till rikssalen på slottet vid riksdagens högtidliga öppnande den 12 januari 1932.

Riksdagen 1932 ägde rum i Stockholm.
Riksdagens kamrar sammanträdde i riksdagshuset den 11 januari 1932. Riksdagsarbetet inleddes ceremoniellt genom riksdagens högtidliga öppnande i rikssalen på Stockholms slott den 12 januari. Första kammarens talman var Axel Vennersten (Nationella partiet), andra kammarens talman var Bernhard Eriksson (S). Riksdagen avslutades den 20 juni 1932.